# گروه عملیات ویژه ده
گروه عملیات ویژه ده (انگلیسی: Special Affairs Team TEN; کره‌ای: 특수사건전담반 TEN) یک مجموعهٔ تلویزیونی کره جنوبی در ژانر پلیسی با بازی جو سانگ ووک، جو آن، کیم سانگ هو و چوی وو شیک است. فصل اول از ۱۸ نوامبر ۲۰۱۱ تا ۱۳ ژانویه ۲۰۱۲، جمعه‌ها ساعت ۲۴:۰۰ (کی‌اس‌تی) برای ۹ قسمت از اوسی‌ان پخش شد. این مجموعه با رسیدن به آمار بینندگان ۳٫۹۱٪ یک درام پربیننده در این شبکه در آن زمان بود. فصل دوم از ۱۴ آوریل تا ۳۰ ژوئن ۲۰۱۳، شنبه‌ها ساعت ۲۳:۰۰ (کی‌اس‌تی) برای ۱۲ قسمت پخش شد.

## مرور کلی مجموعه
| فصل | قسمت‌ها | قسمت‌ها | تاریخ اصلی روی آنتن رفتن | تاریخ اصلی روی آنتن رفتن | زمان پخش                   |
| فصل | قسمت‌ها | قسمت‌ها | اولین بار                | آخرین بار                | زمان پخش                   |
| --- | ------ | ------ | ------------------------ | ------------------------ | -------------------------- |
| ۱   | ۹      | ۹      | ۱۸ نوامبر ۲۰۱۱           | ۱۳ ژانویه ۲۰۱۲           | جمعه‌ها ساعت ۲۴:۰۰ (کی‌اس‌تی) |
| ۲   | ۱۲     | ۱۲     | ۱۴ آوریل ۲۰۱۳            | ۳۰ ژوئن ۲۰۱۳             | شنبه‌ها ساعت ۲۳:۰۰ (کی‌اس‌تی) |